# 古代文学
古代文学(Ancient literature)は、古代（本稿では、紀元前30世紀頃の青銅器時代から古代末期の終わる8世紀頃まで）に、石、石板、パピルス、ヤシの葉、金属等に記録された宗教文書、科学文書、物語、詩歌、戯曲、勅令や宣言、その他の筆記情報である。筆記が広がる前の口承文学はあまり残されてこなかったが、いくつかの文献や断片として残っているものもある。また、書かれたものであっても、後世の破壊から逃れられず、失われてしまったものも膨大な数が存在すると考えられる。ドイツの歴史家アウグスト・ニッチキは、現存するいくつかの物語は、最終氷期や中石器時代に起源をもつと考えている。

## 古典古代

### 青銅器時代
初期青銅器時代：紀元前3000年代。最も古い筆記された文書は、紀元前2600年頃のシュメール文字によるものである。名前が残されている最も古い筆記者は、シュメール人の女神官エンヘドゥアンナであり、紀元前24世紀頃の人物である。以下はおおよその年代を示す。
- 紀元前2600年：w:Instructions of Shurupaak（シュルパックの教訓）やw:''Kesh temple hymn''（キシュ神殿賛歌）を含むアルサラビクから出土した文書【シュメール】
- 紀元前2600年：サッカラから出土した最古のThe Life of Metjen（メッチェンの生涯）【エジプト】[4]
- 紀元前2500年：最古のパピルス文書（航海日誌）であるw:Diary of Merer（メレルの日記）【エジプト】
- 紀元前2400年：Cannibal Hymn（カンニバル賛歌）を含むピラミッド・テキスト【エジプト】
- 紀元前2400年：Code of Urukagina（ウルイニムギナ法典）【シュメール】[5]
- 紀元前2400年：パレルモ石【エジプト】
- 紀元前2350年：宰相プタハヘテプの教訓【エジプト】
- 紀元前2270年：Enheduannna's Hymn（エンヘドゥアンナ賛歌）【シュメール】
- 紀元前2250年：w:Autobiography of Weni（大ウェニの自伝）【エジプト】
- 紀元前2250-2000年：最古の物語であるギルガメシュ叙事詩【シュメール】[6][7]
- 紀元前2200年：w:Autobiography of Harkhuf（ハルクフの自伝）【エジプト】[8]
- 紀元前2100年：Curse of Agade（アッカドの呪い）【シュメール】
- 紀元前2100年：w:Debate between Bird and Fish（鳥と魚の議論）【シュメール】
- 紀元前2050年：ウル・ナンム法典【シュメール】
- 紀元前2000年：コフィン・テキスト【エジプト】
- 紀元前2000年：ウル滅亡哀歌【シュメール】
- 紀元前2000年：w:Enmerkar and the Lord of Aratta（エンメルカルとアラッタの貴族）【シュメール】

中期青銅器時代：紀元前2000年頃-1600年頃。以下はおおよその年代を示す。
- 紀元前2000-1900年：w:Tale of the Shipwrecked Sailor（難破した船乗りの話）【エジプト】[9]
- 紀元前1950年：エシュヌンナ法典【アッカド】
- 紀元前1900年：Legend of Etana（エタナの伝説）【アッカド】[10]
- 紀元前1900年：Code of Lipit-Ishtar（リピト・イシュタル法典）【シュメール】
- 紀元前1859-1840年：w:The Eloquent Peasant（雄弁な農夫）【エジプト】[9]
- 紀元前1859-1840年：シヌヘの物語（ヒエラティック）【エジプト】[9]
- 紀元前1859-1840年：生活に疲れた者の魂との対話【エジプト】[9]
- 紀元前1859-1813年：Loyalist Teaching【エジプト】[9]
- 紀元前1850年：キュルテペ・テキスト【アッカド】
- 紀元前1800年：エヌマ・エリシュ【アッカド】
- 紀元前1780年：ジムリ・リムを含むマリ文書【アッカド】
- 紀元前1754年：ハンムラビ法典【アッカド】
- 紀元前1750年：Anitta text【ヒッタイト】
- 紀元前1700年：アトラ・ハシース叙事詩【アッカド】
- 紀元前1700年：ウェストカー・パピルス【エジプト】
- 紀元前1700年：ギルガメシュ叙事詩【アッカド】
- 紀元前1650年：w:Ipuwer papyrus【エジプト】
- 紀元前1600年：シュメール創世神話【シュメール】

後期青銅器時代：紀元前1600年頃-1200年頃。以下はおおよその年代を示す。
- 紀元前1600年：ネシリム法典【ヒッタイト】
- 紀元前1500年：ニップルの貧者【アッカド】[11]
- 紀元前1500年：リグ・ヴェーダ【ヴェーダ語】
- 紀元前1500年：w:Hittite military oath（ヒッタイト軍の誓い）【ヒッタイト】
- 紀元前1500-1200年：ケレトの伝説（キルタの叙事詩）【ウガリット語】
- 紀元前1550年：死者の書【エジプト】
- 紀元前1500年：w:Dynasty of Dunnum【アッカド】[12]
- 紀元前1400年：Marriage of Nergal and Ereshkigal（ネルガルとエレシュキガルの結婚）【アッカド】
- 紀元前1400年：Autobiography of Kurigalzu（クリガルズの自伝）【アッカド】
- 紀元前1400年：アルマナ文書【アッカド】
- 紀元前1330年：アテン讃歌【エジプト】
- 紀元前1240年：アニのパピルス、死者の書【エジプト】
- 紀元前1200-900年：ギルガメシュ叙事詩のアッカド語版【アッカド】[6]
- 紀元前1200年：w:Tukulti-Ninurta Epic（トゥクルティ・ニヌルタ叙事詩）【アッカド】
- 紀元前1200年：w:Tale of Two Brothers（二人兄弟の物語）【エジプト】[13]

### 鉄器時代
鉄器時代：紀元前12世紀-8世紀。以下はおおよその年代を示す。
- 紀元前1200-800年：バラモン教のヴェーダ【ヴェーダ語】
  - ヤジュル・ヴェーダ
  - アタルヴァ・ヴェーダ
  - サーマ・ヴェーダ
- 紀元前1050年：ウェンアメンの物語【エジプト】
- 紀元前1050年：エサギル・キン・アプリの診断手引書(SA.GIG)【アッカド】
- 紀元前1050年：w:Babylonian Theodicy【アッカド】
- 紀元前1000年：w:Dialogue of Pessimism【アッカド】
- 紀元前900年：Epic of Erra【アッカド】
- 紀元前900年：アーラニヤカ【ヴェーダ語】

### 古典古代

#### 紀元前8世紀
- イーリアスやオデュッセイアを含む叙事詩環【ギリシア】
- 紀元前800-500年：ヴェーダ語サンスクリット
  - ブラーフマナ
  - ブリハッド・アーラニヤカ・ウパニシャッド
  - イーシャー・ウパニシャッド
  - チャーンドーギヤ・ウパニシャッド
  - アイタレーヤ・ウパニシャッド
  - タイッティリーヤ・ウパニシャッド
- ヘブライ語聖書のもっとも古い本（ナホム書、ホセア書、アモス書、イザヤ書）

#### 紀元前7世紀
- ヴェーダ語
  - シュルバ・スートラ - 火の祭壇の建設に関連する幾何学を含む
    - マーナヴァ
    - バウダーヤナ

  - シャタパタ・ブラーフマナ - ヴェーダに関する解説
  - ニルクタ - 語源、語彙分類、サンスクリットの意味論に関する技術論文
  - ウパニシャッド
- ギリシア
  - ヘーシオドス - 『神統記』、『仕事と日』
  - アルキロコス
  - アルクマン
  - セモニデス
  - ソロン
  - ミムネルモス
  - ステシコロス
- 中国
  - 詩経
  - 書経
  - 易経

#### 紀元前6世紀
- ペルシア
  - キュロス・シリンダー
  - ヘブライ語聖書[14]：詩篇、エゼキエル書、ダニエル書
- サンスクリット
  - スシュルタ：スシュルタ・サンヒター - 手術と医学に関する書
  - カピラ：サーンキヤ・スートラ
  - カナーダ：ヴァイシェーシカ・スートラ - 原子論に関する書
  - w:Kashyapa Samhhita - 医学に関する書
  - w:Pratishakhyas
- ギリシア
  - サッフォー
  - イビュコス
  - アルカイオス
  - イソップ寓話

#### 紀元前5世紀
- サンスクリット
  - パーニニ：アシュターディヤーイー
  - ケーナ・ウパニシャッド
  - アパスタンバ・ダルマスートラ、ダルマ・シャーストラ
- アヴェスター語：ヤシュト
- 中国
  - 春秋 - 魯に関する記録
  - 孔子：論語
  - 礼記
  - 春秋左氏伝
  - 墨子：墨子
  - 孫武：孫子
- ギリシア
  - ピンダロス：頌歌
  - ヘロドトス：歴史
  - トゥキディデス：戦史
  - アイスキュロス：救いを求める女たち、ペルシア人、テーバイ攻めの七将、オレステイア
  - ソポクレス：オイディプス王、コロノスのオイディプス、アンティゴネ、エレクトラ、その他の戯曲
  - エウリピデス：アルケスティス、メディア、ヘラクレスの子供たち、ヒッポリュトス、アンドロマケ、ヘカベ、救いを求める女たち、エレクトラ、ヘラクレス、トロイアの女、タウリケのイピゲネイア、イオン、ヘレネ、フェニキアの女たち、オレステス、バッコスの信女、アウリスのイピゲネイア、キュクロプス、レソス

アリストパネス：アカルナイの人々、騎士、雲、蜂、平和、鳥、女の平和、女だけの祭、蛙、女の議会、福の神
- ヘブライ語：トーラーの現存文書

#### 紀元前4世紀
- サンスクリット語
  - カタ・ウパニシャッド
  - プラシュナ・ウパニシャッド
  - ムンダカ・ウパニシャッド
  - マーンドゥーキヤ・ウパニシャッド
  - バドラバーフ：カルパ・スートラ
  - カウティリヤ：実利論
  - シャリホトラ：Shalihotra Samhita
  - ヴィヤーサ：マハーバーラタ、プラーナ文献、ブラフマ・スートラ
  - バーサ：Svapnavāsavadattam、Pancarātra、Pratijna Yaugandharayaanam、Pratimanātaka、Abhishekanātaka、Bālacharita、Karnabhāram、Dūtaghaṭotkaca、Chārudatta、Madhyamavyayoga、Urubhanga
- パーリ語：三蔵[15]
- ヘブライ
  - 知恵文学の始まりであるヨブ記
  - モーセ五書とも呼ばれるトーラー[16][17][18][19][20]の最後の改定は紀元前900-450年[21][22]。
- 中国
  - 老子：老子道徳経
  - 荘子：荘子
  - 孟子：孟子
  - 商鞅：商君書
- ペルシア
  - w:DNa inscription
- ギリシア
  - クセノポン：アナバシス、キュロスの教育、家政論、ソクラテスの思い出
  - アリストテレス：ニコマコス倫理学、形而上学、オルガノン、自然学、動物誌、動物部分論、動物運動論、宇宙論、天体論、詩学、政治学、大道徳学
  - プラトン：エウテュプロン、ソクラテスの弁明、クリトン、テアイテトス、パルメニデス、饗宴、パイドロス、プロタゴラス、ゴルギアス、メノン、国家、ティマイオス、クリティアス、法律、メネクセノス、パイドン、リュシス、アルキビアデスI、アルキビアデスII、ヒッピアス、エピノミス、ミノス、ヒッパルコス
  - エウクレイデス：ユークリッド原論
  - メナンドロス：デュスコロス
  - テオプラストス：植物誌

#### 紀元前3世紀
- アヴェスター語：アヴェスタ
- エトルリア語：ライバー・リンテウス
- サンスクリット
  - ピンガラ：チャンダシャーストラ
  - Moggaliputta-Tissa: 論事
  - Kātyāyana：Vārttikakāra、Śulbasūtras
  - Vishnu Sharma: Panchatantra
  - Vedanga Jyotisha
  - Bharata Muni: ナーティャ・シャーストラ - 古典舞踊と演劇に関する理論論文
- シンハラ語：SīhalattakathāまたはHela Atuwā - スリランカに仏教が導入された後にシンハラ語に翻訳された仏教の教えのパーリ語解説[23]
- タミル語：
  - 紀元前3世紀から3世紀　サンガム文学
  - トルハーッピヤム - 文法書
  - コラッカル - シッダール、医師、哲学者
  - ボーガナタル - シッダール、医師、ヨーガ行者
  - アガスティヤ
- ヘブライ語：コヘレトの言葉
- ギリシア：
  - ロドスのアポローニオス：アルゴナウティカ
  - カリマコス：抒情詩
  - マネト：アイギュプティカ
  - テオクリトス：抒情詩
- ラテン：
  - ルキウス・リウィウス・アンドロニクス - 翻訳家、古代ローマ劇の父
  - グナエウス・ナエウィウス - 劇作家、抒情詩人
  - プラウトゥス - 劇作家。『ポエヌルス』、『ほらふき兵士』等の風俗喜劇の作者
  - クィントゥス・ファビウス・ピクトル - 歴史家
  - ルキウス・シンシウス・アリメントス - 軍事史家

#### 紀元前2世紀
- サンスクリット
  - パタンジャリ：マハーバーシヤ - 文法と言語学に関する論文、patanjalatantra - 医学書、ヨーガ・スートラ
  - バーダラーヤナ：ブラフマ・スートラ
  - マヌ：マヌ法典
- アヴェスター：ヴェンディダード
- 中国
  - 司馬遷：史記
- アラム語：ダニエル書
- ヘブライ：シラ書
- ギリシア
  - ポリュビオス：歴史
  - 知恵の書
  - 七十人訳聖書
- ラテン
  - プビリウス・テレンティウス・アフェル - 喜劇作家：兄弟、アンドロス島の女、宦官、自虐者
  - エンニウス - 詩人
  - パクウィウス - 悲劇作家、詩人
  - カエキリウス・スタティウス - 喜劇作家
  - マルクス・ポルキウス・カト・ケンソリウス
  - ガイウス・アキリウス - 歴史家
  - ルキウス・アシウス - 悲劇作家、文献学者
  - ガイウス・ルキリウス - 風刺作家
  - クイントゥス・ルタティウス・カトゥルス - 公務員、風刺詩人
  - アルルス・フリウス・アンティアス - 詩人
  - ガイウス・ユリウス・カエサル・ストラボ - 公務員、悲劇作家
  - ルキウス・ポンポニウス - 喜劇作家、風刺家
  - ルキウス・カッシウス・ヘミナ - 歴史家
  - ルキウス・カルプルニウス・ピソ・フルギ - 歴史家
  - マニウス・マニリウス - 公務員、法学者
  - ルキウス・コエリウス・アンティパトロス - 法学者、歴史家
  - センプロニウス・アセリオ - 軍人、歴史家
  - ガイウス・センプロニウス・トゥディタヌス - 法学者
  - ルキウス・アフラニウス - 喜劇作家
  - ティトゥス・アルブキウス - 雄弁家
  - プブリウス・ルティリウス・ルフス - 法学者
  - クイントゥス・ルタティウス・カトゥルス - 公務員、詩人
  - ルキウス・アエリウス・スティロ・プラエコニヌス - 文献学者
  - クイントゥス・クラウディウス・クアドリガリウス - 歴史家
  - ウァレリウス・アンティアス - 歴史家
  - ルキウス・コルネリウス・シセンナ - 兵士、歴史家
  - クイントゥス・コルニフィシウス - 修辞学者

#### 紀元前1世紀
- パーリ：パーリ仏典
- ラテン
  - マルクス・トゥッリウス・キケロ：カティリナ弾劾演説、カエリウス弁護論、スキピオの夢
  - ガイウス・ユリウス・カエサル：ガリア戦記、内乱記
  - ウェルギリウス：牧歌、農耕詩、アエネーイス
  - ルクレティウス：事物の本性について
  - ティトゥス・リウィウス：ローマ建国史

#### 1世紀
- サンスクリット
  - sabara：
  - 馬鳴：ブッダチャリタ
- 中国
  - 班固：漢書
- ギリシア
  - プルタルコス：対比列伝
  - フラウィウス・ヨセフス：ユダヤ戦記、ユダヤ古代誌、アピオーンへの反論
  - 新約聖書、ディダケー
- ラテン：
  - タキトゥス：ゲルマニア
  - オウィディウス：変身物語、悲しみの歌、黒海からの手紙
  - ガイウス・プリニウス・セクンドゥス：博物誌
  - ペトロニウス：サテュリコン
  - ルキウス・アンナエウス・セネカ：パエドラ、
  - スタティウス：テーバイド、シルウァエ、アキレイス（未完）

#### 2世紀
- サンスクリット
  - 馬鳴：ブッダチャリタ
- パーレビ語
  - アヤードガール・イー・ザレーラーン
  - ウィスプラト
  - Drakft-i Asurig
- ギリシア
  - アッリアノス：アレクサンドロス東征記
  - マルクス・アウレリウス・アントニヌス：自省録
  - エピクテトス：提要
  - クラウディオス・プトレマイオス：クラウディオス
  - アテナイオス：食卓の賢人たち
  - パウサニアス：ギリシア案内記
  - ロンゴス：ダフニスとクロエ
  - ルキアノス：本当の話
  - ヘルマスの牧者
- ラテン：
  - アプレイウス：変容
  - ルキウス・アンペリウス：w:Liber Memorialis
  - ガイウス・スエトニウス・トランクィッルス：皇帝伝
  - テルトゥリアヌス：護教論

#### 3世紀
- アヴェスター
  - khordeh avesta - ゾロアスター教の祈りの書
- パーラヴィ
  - マニ：シャブラガン - マニ教の聖典
- 中国
  - 陳寿：三国志
  - 張華：博物志
- ギリシア
  - プロティノス：エンネアデス
  - エウセビオス：教会史
- ラテン：
  - w:Distichs of Cato
- ヘブライ：ミシュナー
- パーリ：ディーパワンサ

### 古代末期

#### 4世紀
- ラテン：
  - アウグスティヌス：告白
  - ファルトニア・ベティティア・プロバ
  - アピキウス
  - w:Pervigilium Veneris
- サンスクリット
  - 無著：辨法法性論、摂大乗論
  - 世親：
  - 陳那：集量論
  - ハリバドラ：ヨーガ・ドリシュティサムッチャヤ、シャッド・ダルシャナ・サムッチャヤ
- シリア語：アフラハト、シリアのエフレム
- アラム語：エルサレム・タルムード
- パーリ：マハーワンサ

#### 5世紀
- 中国
  - 鮑照：賦
  - 范曄：後漢書
- サンスクリット
  - カーリダーサ：シャクンタラー、メーガ・ドゥータ、ヴィクラモールヴァシーヤ
  - アーリヤバタ：アーリヤバティーヤ
  - カーマンダキ：ニーティサーラ
  - 達磨：二入四行論
  - バルトリハリ：ヴァーキヤ・パディーヤ、シャタカ
  - シッダセーナ・ディヴァーカラ：ニヤーヤーヴァターラ、サンマティ・タルカ、カルヤーナ・マンディラ・ストートラ
- タミル[24]
  - ティルックラル
  - シラッパディハーラム
- パーラヴィ
  - w:Matigan-i Hazar Datistan
  - w:Frahang-i Oim-evak
- パーリ
  - ブッダゴーサ：清浄道論
- ラテン：
  - ウェゲティウス：軍事論
  - アウグスティヌス：神の国
  - オロシウス：Seven Books of History Against the Pagans
  - ヒエロニムス：ウルガタ
  - プルデンティウス：霊魂を巡る戦い
  - コンセンティウス
- ギリシア
  - 偽ディオニュシオス・ホ・アレオパギテース：天上位階論、神秘神学
  - コンスタンティノープルのソクラテス：教会史

#### 6世紀
- ラテン
  - ボエティウス：哲学の慰め - 古典哲学の最後の作品と広く考えられている[25][26]。
- アラム語：タルムード
- サンスクリット
  - ヴァラーハミヒラ：パンチャ・シッダーンティカー、ブリハット・サンヒター
  - ヤティバーサブハ：ティロヤパナッティ
  - ビラハンカ
  - プラバーカラ：Triputipratyaksavada
  - 法称：：知識論評釈、知識論決択、正理一滴、証因一滴、論議の理論、関係の考察、他人の存在の論証
  - プラシャスタパーダ：Padartha-dharma-sangraha
  - 清弁：中観心論、般若灯論
  - オデョタカラ
  - ガウダパーダ：マーンドゥーキヤ・カーリカー
- シンハラ語
  - Wansaththppakasini - マハーワンサのシンハラ語訳[27]
  - シーギリヤの詩 - シーギリヤの城塞を訪れた客が書いた詩
- パーリ
  - チューラワンサ
- アイルランド：初期アイルランド文学
  - ダラン・フォーゲイル：アムラ - 聖コルンバの伝記